# Corno di bassetto
| Les Criatures de Prometeu de Ludwig Van Beethoven, Op. 43 — 14. Andante                                                                   |
| |
| Leila Storch (oboè), William McColl (Corno di bassetto), i Anita Cummings (piano). El corno di bassetto entra al cap de 30 segons, aprox. |
| |

El Corno di bassetto (plural corni di bassetto) és un instrument aeròfon de vent de fusta de llengüeta senzilla, de la família del clarinet, constituït per un tub que forma un angle obtús en la seva part central i acabat en una campana. En la classificació d'Hornbostel-Sachs es troba en el grup 422.211.2.

## Construcció i to
Originàriament el corno di bassetto es construïa amb dues peces cilíndriques rectes unides per un colze formant un angle, semblant al corn anglès. Probablement el nom prové de la similitud dels dos instruments. Més modernament s'han construït amb tot el cos recte però amb una corba prop de l'embocadura. En la seva forma actual consta de 5 parts que encaixen ajustades amb peces de suro (com en el clarinet): l'embocadura (amb canya simple), el coll (l'equivalent del barrilet en el clarinet), la peça superior, la peça inferior i la campana; aquesta última té la forma característica cap amunt, semblant a la del clarinet baix (en realitat, són dos instruments de forma molt similars).
És un instrument transpositor normalment afinat en Fa (tot i que també han existit altres afinacions, en La, Sol, Mi, Mi bemoll i Re). L'extensió va del Fa 1 al Sol 5. El timbre és molt semblant al del clarinet, però més obscur.

## Història
La invenció del corno di bassetto s'atribueix a Anton i Johan Mayrhofer en 1770. El clarinet ja s'havia inventat uns 70 anys abans. Es conserven alguns corni di bassetto amb la inscripció "ANT et MICH MAYRHOFER INVEN. & ELABOR. PASSAVII" que s'ha interpretat com "Inventat i elaborat per Antoni i Miquel Mayrhofer a Passau".
Els primers corni di bassetto presentaven una forma molt atractiva i, sobretot, pràctica. Inicialment, es van fer corbats en forma de falç. Després, es componia de dos cossos rectes connectats per un colze. Finalment, va adoptar la forma d'un clarinet allargat, amb claus addicionals, acabat en una campana metàl·lica, que permet una millor projecció del so.
El corno di bassetto es pot considerar el primer pas cap al clarinet baix, inventat a principis del segle xx. Actualment, els fabricants habitualment confeccionen corni di bassetto d'èben, ja que emet un so més dolç i càlid.

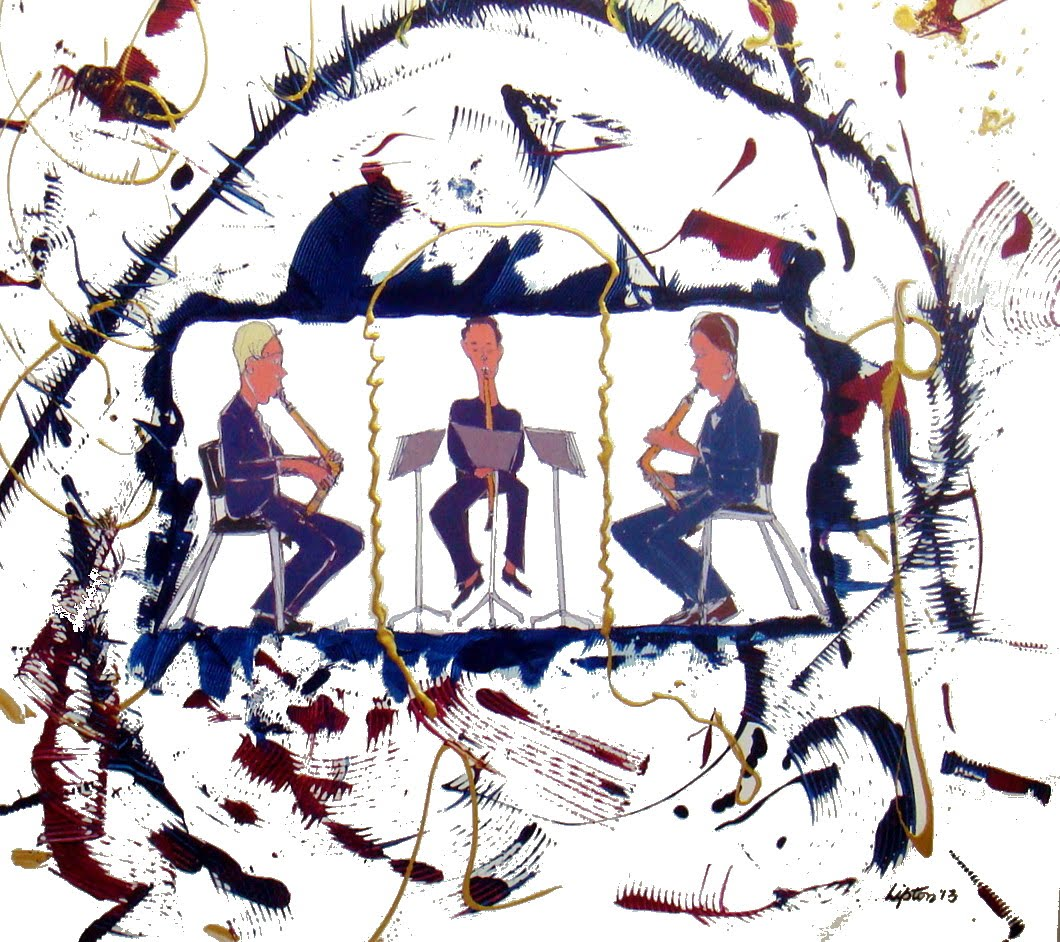
Mozart Divertimento para 3 corni di bassetto (Kay Lipton - "Art Informed By Music")
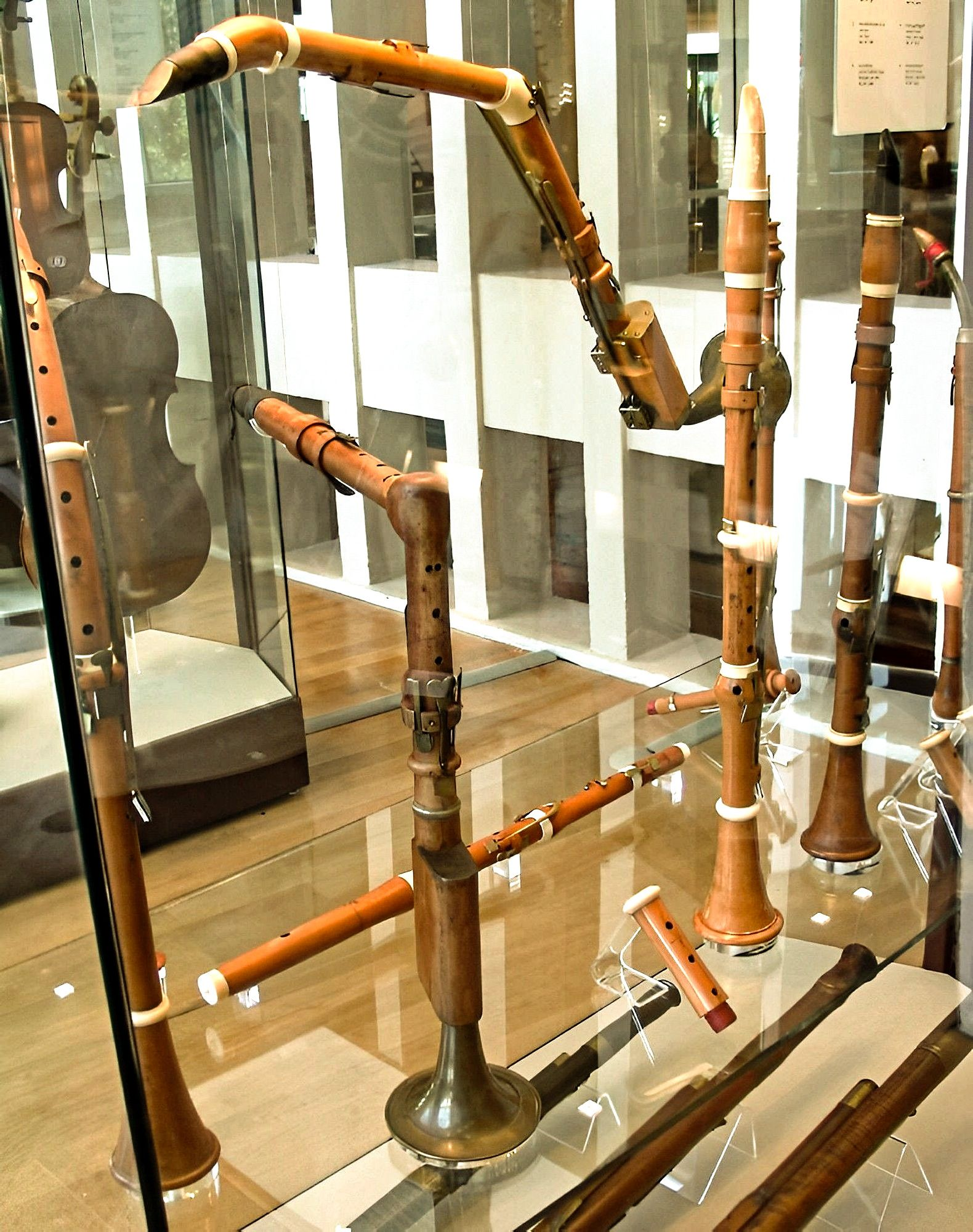
Museo de Instrumentos Musicales de Berlín: Corni di bassetto del siglo XVIII (i clarinets, flautas y fagotes)
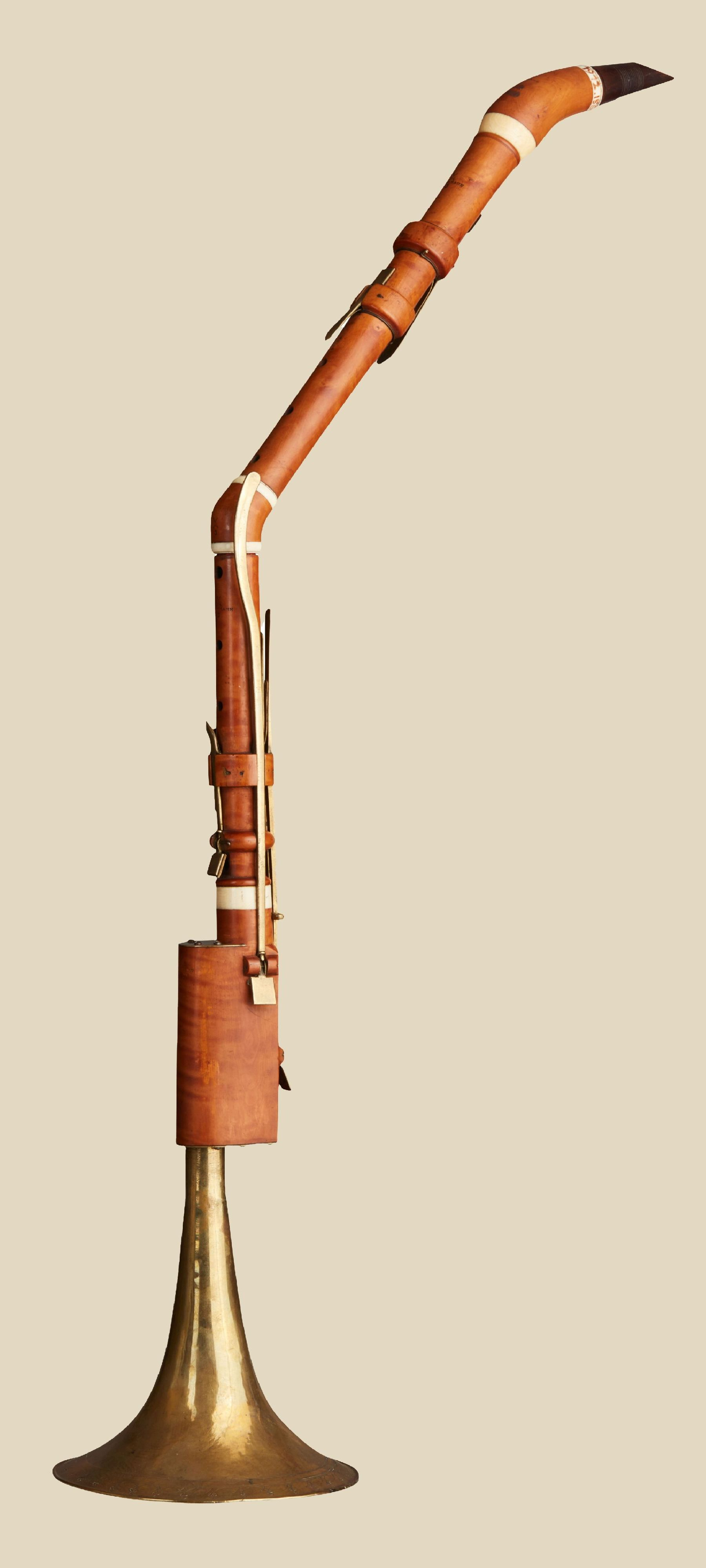
Cor di bassetto de Jakob Friedrich Grundmann (1787)
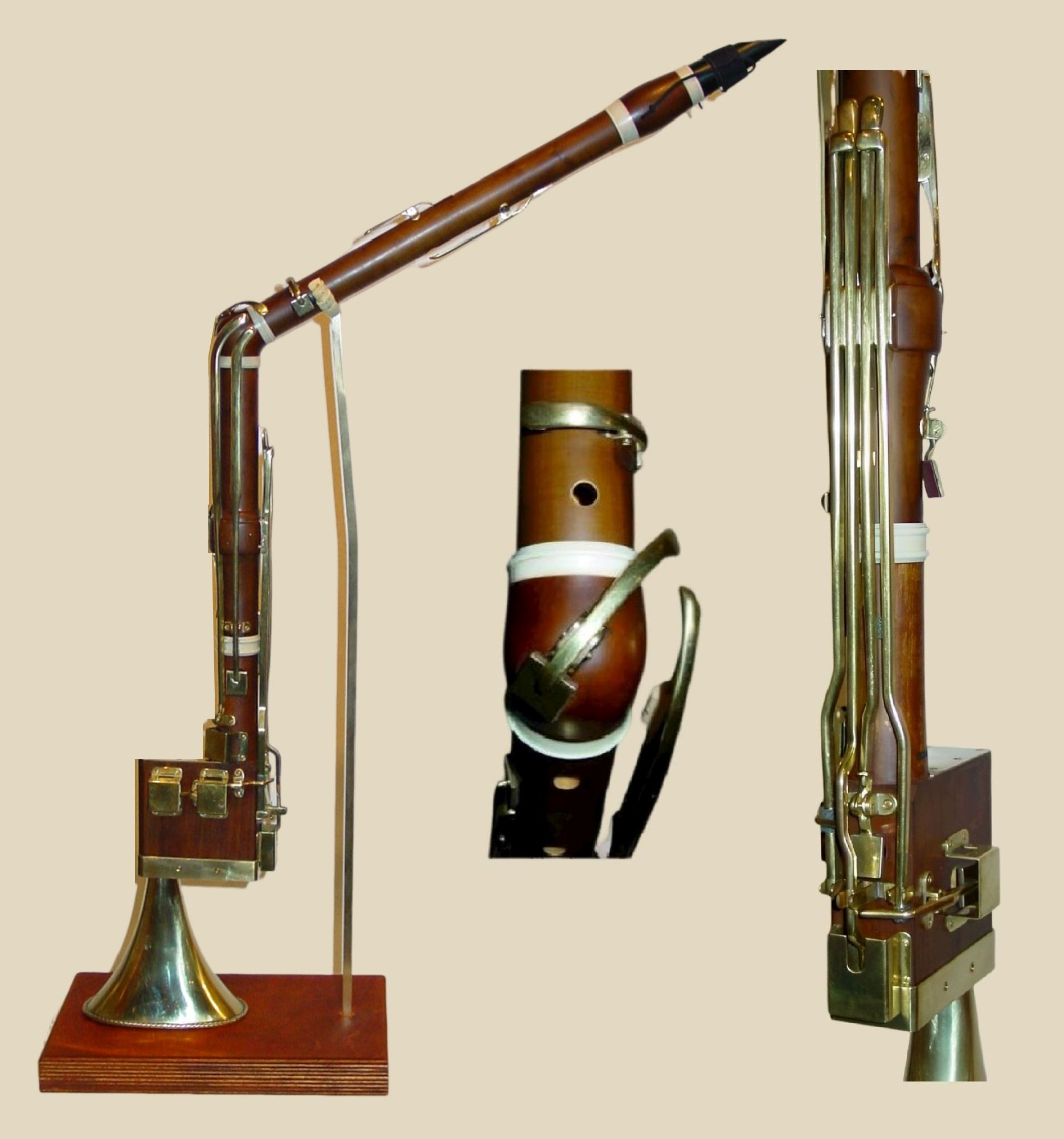
Cor di bassetto cromática según Theodor Lotz (réplica) con caja colocada en el extremo del instrumento para alargar el tubo.
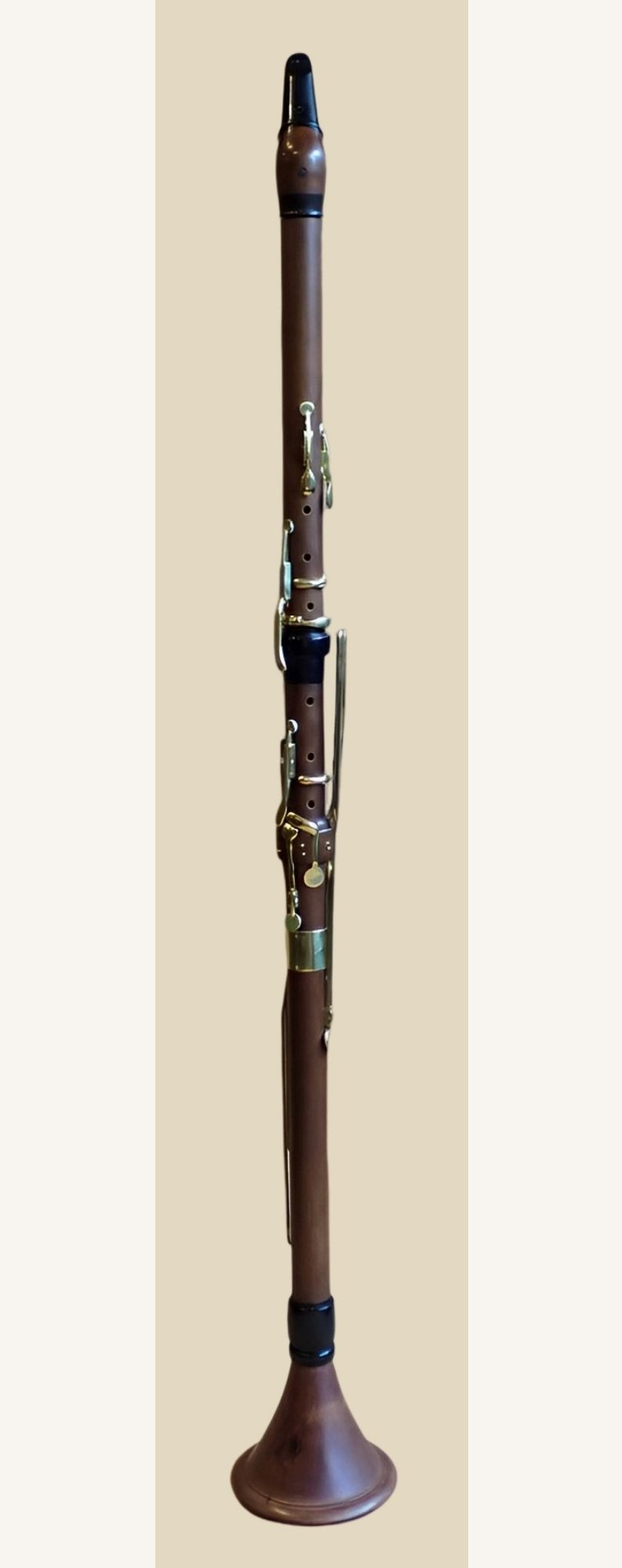
Cor di bassetto romántica, forma alargada, 13 teclas (réplica)

## Repertori
El repertori d'aquest instrument és força extens: s'ha utilitzat en l'orquestra (Mozart l'utilitza al seu Rèquiem o a la Serenata núm. 10 "Gran Partita"), però també com a instrument solista, com en els dos Konzertstück de Mendelssohn per a clarinet, corno di bassetto i orquestra, el concert per a corno di bassetto i orquestra de Carl Stamitz, i un concert per a corno di bassetto i orquestra d'Alessandro Rolla. Entre les primeres composicions per a aquest instrument hi ha peces del ja esmentat Carl Stamitz i de Heinrich Backofen.